# Domenico Ginnasi
Domenico Ginnasi (19 de junho de 1551 - 12 de março de 1639) foi um cardeal italiano, decano do Colégio dos Cardeais nos últimos oito anos de vida.

## Biografia
Era o terceiro filho de Francesco Ginnasi, um físico, e Caterina Pallantieri. Estudou na Universidade de Bolonha filosofia e teologia, conseguindo doutorado utroque iure, tanto em direito canônico e direito civil, em 1572. Foi ordenado durante o pontificado do Papa Gregório XIII. Nomeado prelado papal pelo Papa, tornou-se referendário dos Tribunais da Assinatura Apostólica da Justiça e da Graça, em 1581. Depois, torna-se Prelado doméstico de Sua Santidade.

## Episcopado
Eleito arcebispo de Manfredonia, em 17 de dezembro de 1586, sendo consagrado em 28 de dezembro, na Capela Sistina, em Roma, pelo Cardeal Decio Azzolini, assistido por Giulio Ricci, bispo de Téramo e por Vincenzo Casali, bispo de Massa Marittima. Foi nomeado vice-governador de Fermo, cargo que exerceu entre 18 de fevereiro de 1595 e junho de 1596. Recusou a nomeação de Tesoureiro Geral da Câmara Apostólica oferecido pelo Papa Clemente VIII. Nomeado núncio na Toscana, em 11 de agosto de 1598. Depois, foi nomeado núncio na Espanha, onde ficou entre 5 de fevereiro de 1600 até junho de 1605.

## Cardinalato
Em 9 de junho de 1604, foi criado cardeal pelo Papa Clemente VIII, recebendo o barrete cardinalício e o título de cardeal-presbítero de São Pancrácio em 20 de junho de 1605. Passou para o título de Santos XII Apóstolos em 30 de janeiro de 1606. Renunciou ao governo da Arquidiocese, em favor de seu sobrinho Annibale Ginnasi, em 5 de novembro de 1607. Deu os últimos sacramentos e o viaticum para Camilo de Lellis, na manhã do dia 2 de julho de 1614. Passou para o título de São Lourenço em Lucina em 16 de setembro de 1624, tornando-se cardeal-protopresbítero.
Passou para a ordem dos cardeais-bispos e para a sé suburbicária de Palestrina em 2 de março de 1626. Passa para a sé suburbicária de Porto e Santa Rufina, em 20 de agosto de 1629. Em 15 de julho de 1630, torna-se Deão do Colégio dos Cardeais e cardeal-bispo de Óstia-Velletri.
Faleceu em 12 de março de 1639, em Roma, de um ataque virulento de gota. Foi sepultado na igreja paroquial de S. Lucia delle Botteghe Oscure, em Roma.

## Conclaves
- Conclave de março de 1605 - não participou da eleição do Papa Leão XI.
- Conclave de maio de 1605 - participou da eleição do Papa Paulo V.
- Conclave de 1621 - participou da eleição do Papa Gregório XV.
- Conclave de 1623 - participou da eleição do Papa Urbano VIII.